# Burca
Burca é uma vestimenta feminina islâmica que cobre o corpo inteiro, incluindo o rosto, geralmente com uma tela de malha que permite à mulher enxergar à frente sem ser vista. É usada por motivos de modéstia ou proteção social e cultural em algumas sociedades muçulmanas.
Na Ásia Central, variantes como a paranja (ou chadri) eram comuns até meados do século XX. Composta por um manto amplo cobrindo o corpo, combinado com um véu facial rígido feito de crina de cavalo, era especialmente usada por mulheres urbanas usbeques e tajiques ao sair de casa. Nessa região, atualmente o uso da vestimenta é raro. A grande maioria das mulheres opta por véus menos restritivos, como o hijabe, e esses trajes não fazem parte da cultura nacional contemporânea formalmente reconhecida.

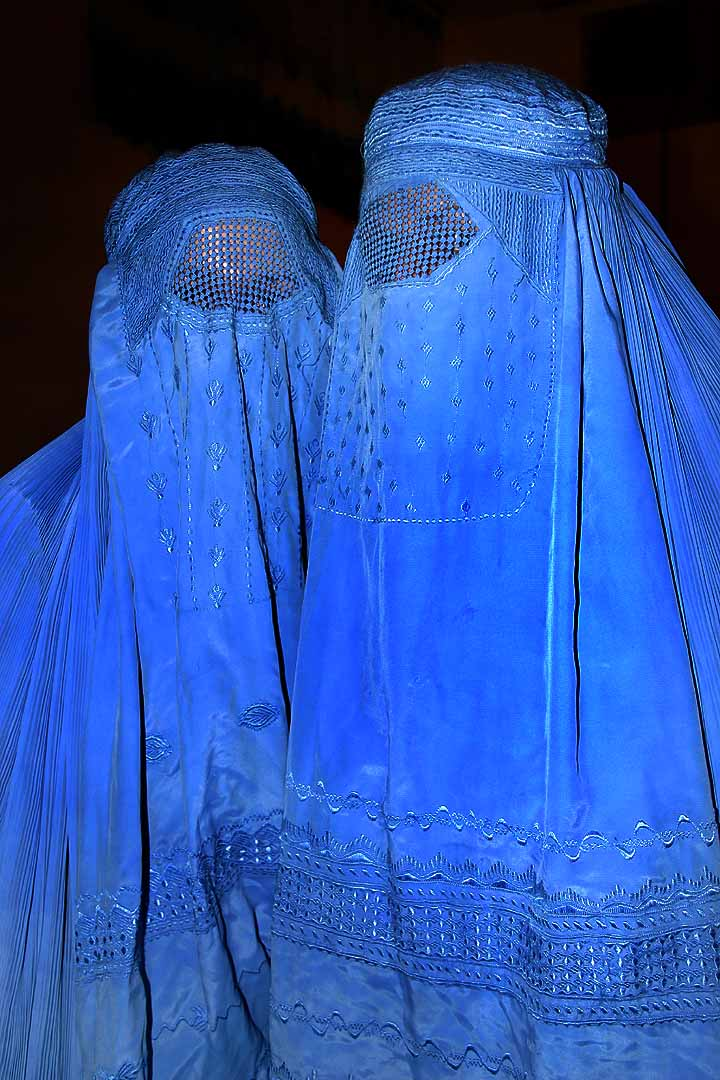
Burcas afegãs

## Usos da burca
O seu uso baseia-se em textos do Alcorão, livro sagrado islâmico, bem como outras fontes de estudo, como os Hádices e Suna, acerca da exigência de que homens e mulheres se vistam e se comportem modestamente em público. No entanto, o trecho tem sido interpretado de diversas maneiras pelos estudiosos islâmicos e comunidades muçulmanas e a burca não é especificamente mencionada no Alcorão, nem nos Hádices. 
Para alguns estudiosos, os Hádices falam de cobrir completamente o corpo das mulheres, enquanto outros interpretam que é permissível deixar o rosto, mãos e ocasionalmente pés descobertos.[carece de fontes?]

## Proibições
A burca foi proibida, na França, em 17 de julho de 2010, pela Lei nº 524, que entrou em vigor seis meses após sua promulgação. Foi também proibida em lugares públicos na Bélgica (desde julho de 2011), na Bulgária (desde setembro de 2016), na Itália, e nos Países Baixos (desde maio de 2015).[carece de fontes?] A Dinamarca também proibiu o uso destas vestes em público, cuja medida legal entrou em vigor a partir do dia 1 de agosto de 2018. Foi também banida na Bulgária, Áustria, parcialmente, na Alemanha, e na Holanda.
A República dos Camarões baniu a burca, assim como o véu facial, em julho de 2015, após duas mulheres de burca realizarem um ataque suicida que fez treze vítimas. A burca está proibida no Sri Lanka desde 29 de abril de 2019 como consequência dos atentados de 21 de abril desse ano.
Em 2016, o próprio Estado Islâmico (Daesh) proibiu a burca e o nicabe nos centros de segurança e militares, após o assassinato de alguns dos seus comandantes por mulheres cobertas.

## Polêmicas e opiniões diversas
A burca já foi descrita como uma "prisão de pano", um símbolo da opressão das mulheres entre os muçulmanos. O seu uso diário provoca falta de vitamina  D, devido à falta de exposição à luz solar.
Em Israel, em meados de 2005, alguns membros dos Haredi (judeus ultraortodoxos) começaram a usar burcas, como símbolo de modéstia e piedade. O movimento junta algumas centenas de seguidores, cerca de seiscentas.
Em agosto de 2018, no Paquistão, após a eleição do Primeiro Ministro Imran Khan, na tomada de posse a primeira dama Bushra Bibi optou pelo uso de uma burca branca. A escolha foi fortemente criticada como "inadequada" para a primeira-dama do país, mas elogiada também por alguns.
No mesmo mês, o ex-Primeiro Ministro britânico, Boris Johnson, envolveu-se em uma polêmica após comparar mulheres muçulmanas de burca a "caixas de correio", e isto fora levado a avaliação judicial mediante sua conduta.

## Talibã e decretos envolvendo o uso da burca
O movimento religioso fundamentalista Talibã, que comandou o Afeganistão entre 1996 e 2001, impôs o seu uso no país.
Após retomar o controle em 2021, o Talibã ordenou no ano seguinte que todas as mulheres afegãs passassem a usar burca. O decreto assinala também que é melhor para as mulheres ficarem em casa, se não houver trabalho importante fora dela, e foi endossado por falas do ministro em exercício no chamado Ministério do Vício e da Virtude dos Talibãs, Khalid Hanafi.